# Emergenza

Emergenza-Logo

Das Emergenza ist ein seit 1992 bestehendes internationales Nachwuchsfestival. Es wird in Turnierform ausgetragen, mit rund 150 Veranstaltungsorten in rund 30 Ländern.

## Geschichte

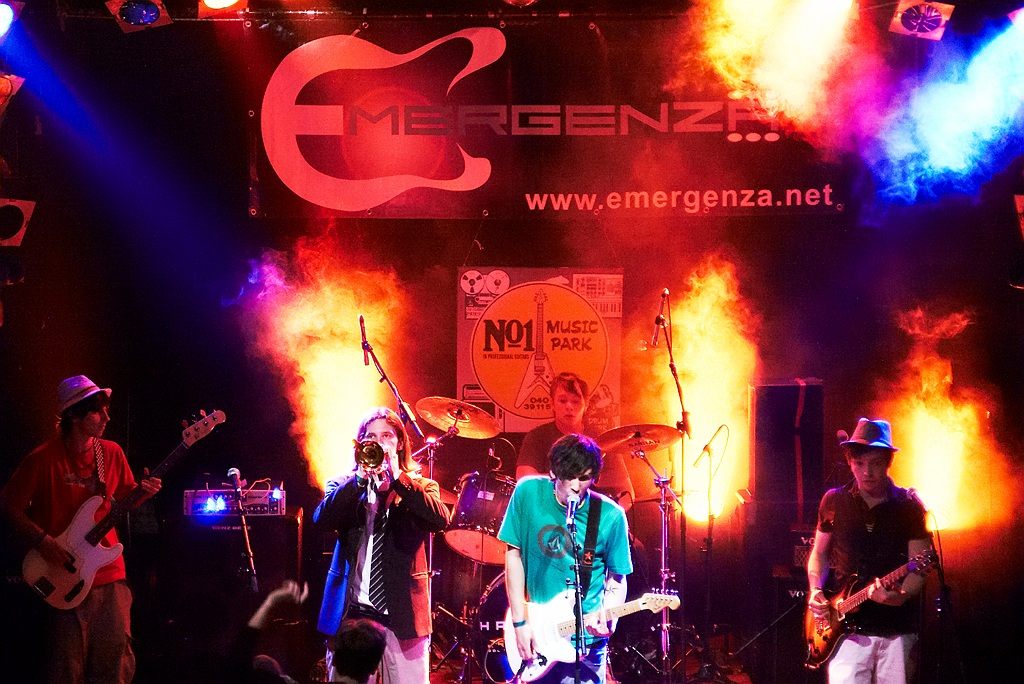
Emergenza Hamburg (2007)

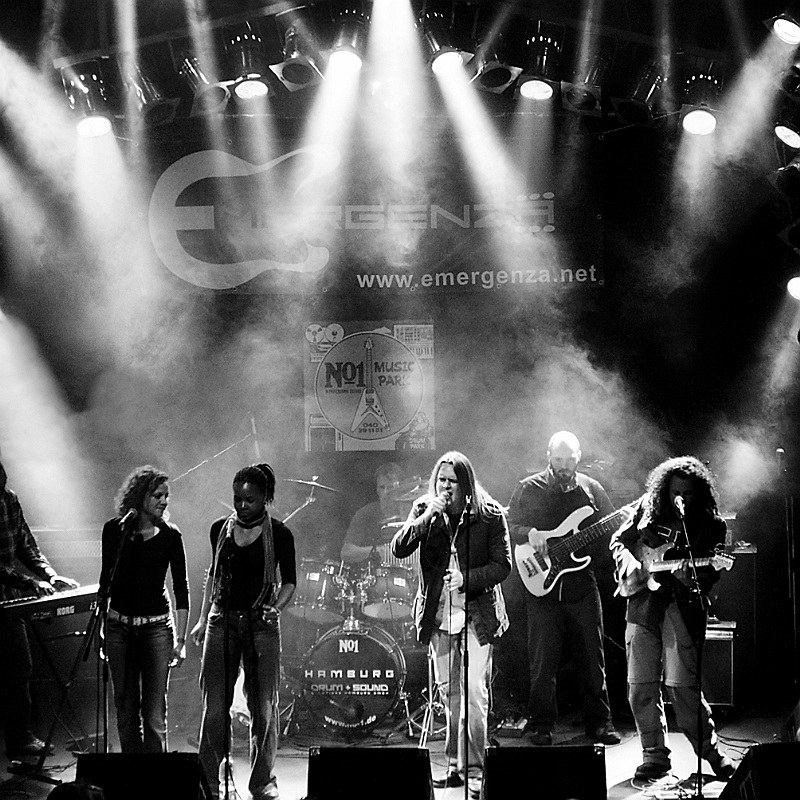
Emergenza Hamburg (2007)

Das erste Emergenzafestival fand am 8. Januar 1992 vor 245 Gästen in Rom statt. Es wurde von diversen italienischen Bands gegründet, die eine Möglichkeit zum Auftreten suchten. Zum damaligen Finale Mitte 1992 kamen schon 3.000 Gäste. Nach stetig wachsendem Erfolg in Italien fand am 7. Januar 1996 das erste Konzert im Ausland, in Paris, statt. Dort spielten über 23 Tage verteilt 114 Bands. 1998 fand das Emergenza bereits in 10 europäischen Ländern statt, bevor 2001 der Sprung über den Atlantik, nach Montreal in Kanada, geschafft wurde. Den Weg in die USA fand das Festival erst 2004, als es so weit war, nahmen jedoch gleich fünf Städte (Boston, Buffalo, Chicago, Philadelphia und Washington) und über 700 Bands daran teil. In Europa spielten zu der Zeit schon knapp 4.000 Nachwuchsbands.

## Modus
Die Bands haben die Möglichkeit, an einem Konzert in einer naheliegenden großen Stadt 25 Minuten zu spielen. Das dortige Publikum stimmt nach dem Auftritt ab, welche der acht Bands dieses Abends am besten war. Die Bands, die bei mehreren dieser Auftritte die meisten Besucher und Jury-Mitglieder begeistern können, fahren zu den nationalen Finalrunden, wo sie von einer Jury bewertet werden. Seit der Saison 2011/2012 ist schon in der zweiten Runde eine Fachjury tätig, die zusammen mit dem Publikum die besten zwei Bands des Abends für das Finale auswählt.
Das internationale Finale findet seit 2000 beim Taubertal-Festival in Rothenburg ob der Tauber statt. Die dort siegreiche Band erhält seit 2004 eine mehrwöchige Studioproduktion und eine Tournee durch die USA und Europa.
Seit 2009 fördert Emergenza seine erfolgreichsten Bands durch den Emergenza Artistpool, welcher Gigs, unter anderem bei Festivals wie Sziget oder South by Southwest, an die ausgewählten Bands vermittelt.

## Anmeldegebühr
Seit dem 28. Juni 2015 können sich die Bands ohne Gebühr für die Teilnahme an dem Festival bewerben. Anders als früher besteht keine Verpflichtung mehr, Tickets zu verkaufen.

## Gewinner
- 1999: Myballoon (Berlin, Deutschland)
- 2000: Nada Brama (Berlin, Deutschland)
- 2001: Willowtree (Stockholm, Schweden)
- 2002: Munshy (Paris, Frankreich)
- 2003: Nervous Nellie (Stockholm, Schweden)
- 2004: Mr Brown (Hamburg, Deutschland)
- 2005: Rock Kard Power Spray (Århus, Dänemark)
- 2006: The Sessions (Vancouver, Kanada)
- 2007: Fire Flies (New York, USA)
- 2008: Gloria Cycles (Brighton, UK)
- 2009: Kid Galahad (Göteborg, Schweden)
- 2010: Hanatochiruran (Tokio, Japan)
- 2011: Envy (Oslo, Norwegen)
- 2012: Hurricane Love (Malmö, Sweden)
- 2013: Obsolete Radio (Lille, Frankreich)
- 2014: The Scheen (Oslo, Norway)
- 2016: Gain Eleven (Schweden)

## Kritik
Dadurch, dass die Bands in den Vorrunden durch das Publikum bewertet werden, kommen oft Bands weiter, die die größte Fanschar mobilisieren können. Andererseits werden dadurch, dass die Zuschauer für mehrere Bands abstimmen dürfen, oft qualitativ auffällige Gruppen in die nächste Runde gewählt.
Bisher haben einige Bands, zum Beispiel die Emil Bulls, Itchy Poopzkid, Rock Hard Power Spray (DK), Sincere (B), Fertig, Los! (D), Lik…ed(F) ausgehend vom Emergenza einen Plattenvertrag erhalten. Andere Bands haben dank des Wettbewerbs Management- oder Publishing-Verträge abgeschlossen, darunter Mr Brown (D), Für Kerstins Letzte (D), Willowtree (S) und Diablo Swing Orchestra (S).
Kritiker führen die Kommerzialisierung des Emergenza-Festivals an, die keine richtige Nachwuchsförderung biete. Die Eintrittspreise sind relativ hoch (zwischen 6 und 15 Euro), aber es handelt sich andererseits um übliche Preise für die Clubs, in denen Emergenza seine Konzerte veranstaltet.
Da auch das Publikum bereits in den Vorrunden entscheidet, sind die Bands daran interessiert, ihre Fans zu mobilisieren und zum Kauf der Karten zu motivieren. Dadurch sind die Musiker motiviert, möglichst viele Zuschauer zu den Konzerten zu locken, was dem Veranstalter wiederum einen monetären Gewinn garantiert. Die Bands selbst können sich aber auch eine Gage erspielen. Kritiker sehen hier den größten Fehler des Emergenza und einige Bands boykottieren den Contest, weil sie die Musik nicht mehr im Mittelpunkt des Interesses sehen.
Interessante Bands, die nicht vom Publikum die notwendigen Stimmen bekommen haben, können über sogenannte Wild Cards (die von einer technischen Jury verliehen werden) einen Platz für die weiteren Runden gewinnen, jedoch kommt diese Wild Card eher selten zum Einsatz.